# Bryum bealeyense
Bryum bealeyense är en bladmossart som beskrevs av R. Brown ter 1899. Bryum bealeyense ingår i släktet bryummossor, och familjen Bryaceae. Inga underarter finns listade i Catalogue of Life.